# Halálozások 1954-ben
Ez a szócikk az 1954-es évben elhunyt nevezetes személyeket sorolja fel.

## December
| Dátum | Név | Foglalkozás / tisztség | Kor | Forrás |
| ----- | --- | ---------------------- | --- | ------ |

## November
| Dátum        | Név              | Foglalkozás / tisztség                | Kor | Forrás |
| ------------ | ---------------- | ------------------------------------- | --- | ------ |
| november 28. | Enrico Fermi     | Nobel-díjas olasz-amerikai fizikus    | 053 |        |
| november 15. | Lionel Barrymore | Oscar-díjas amerikai színész, rendező | 076 |        |
| november 3.  | Henri Matisse    | francia festőművész                   | 084 |        |

## Október
| Dátum | Név | Foglalkozás / tisztség | Kor | Forrás |
| ----- | --- | ---------------------- | --- | ------ |

## Szeptember
| Dátum          | Név            | Foglalkozás / tisztség               | Kor | Forrás |
| -------------- | -------------- | ------------------------------------ | --- | ------ |
| szeptember 19. | Harsányi Tibor | zeneszerző, karmester, zongoraművész | 056 |        |

## Augusztus
| Dátum         | Név               | Foglalkozás / tisztség                            | Kor | Forrás |
| ------------- | ----------------- | ------------------------------------------------- | --- | ------ |
| augusztus 24. | Getúlio Vargas    | brazil ügyvéd, politikus, elnök                   | 072 |        |
| augusztus 19. | Alcide De Gasperi | olasz politikus, államférfi, miniszterelnök       | 073 |        |
| augusztus 14. | Hugo Eckener      | német léghajóparancsnok, a Zeppelin-gyár vezetője | 086 |        |
| augusztus 3.  | Colette           | francia írónő, újságíró, varietéművész            | 081 |        |

## Július
| Dátum      | Név                        | Foglalkozás / tisztség                   | Kor | Forrás |
| ---------- | -------------------------- | ---------------------------------------- | --- | ------ |
| július 18. | George "Machine Gun" Kelly | amerikai bűnöző                          | 059 |        |
| július 13. | Frida Kahlo                | mexikói festőművésznő, közéleti szereplő | 047 |        |

## Június
| Dátum     | Név         | Foglalkozás / tisztség                                                 | Kor | Forrás |
| --------- | ----------- | ---------------------------------------------------------------------- | --- | ------ |
| június 7. | Alan Turing | angol matematikus, kriptográfus, a modern számítógép-tudomány úttörője | 041 |        |

## Május
| Dátum     | Név                | Foglalkozás / tisztség                                                | Kor | Forrás |
| --------- | ------------------ | --------------------------------------------------------------------- | --- | ------ |
| május 25. | Robert Capa        | magyar származású amerikai fényképész, fotóriporter                   | 040 |        |
| május 21. | Hammerschlag János | orgonista, csembalóművész, zenetörténész, zeneszerző, akadémiai tanár | 068 |        |
| május 19. | Charles Ives       | amerikai modernista zeneszerző                                        | 079 |        |

## Április
| Dátum       | Név             | Foglalkozás / tisztség                                              | Kor | Forrás |
| ----------- | --------------- | ------------------------------------------------------------------- | --- | ------ |
| április 28. | Léon Jouhaux    | francia Nobel-békedíjas szakszervezeti vezető                       | 074 |        |
| április 10. | Auguste Lumière | francia mérnök, feltaláló, a fényképezés és a filmkészítés úttörője | 091 |        |

## Március
| Dátum       | Név           | Foglalkozás / tisztség                  | Kor | Forrás |
| ----------- | ------------- | --------------------------------------- | --- | ------ |
| március 25. | Leon Schiller | lengyel rendező, színigazgató, kritikus | 067 |        |

## Február
| Dátum | Név | Foglalkozás / tisztség | Kor | Forrás |
| ----- | --- | ---------------------- | --- | ------ |

## Január
| Dátum     | Név         | Foglalkozás / tisztség         | Kor | Forrás |
| --------- | ----------- | ------------------------------ | --- | ------ |
| január 1. | Duff Cooper | brit politikus, diplomata, író | 063 |        |